# Sandra Martinović
Sandra Martinović (ur. 4 października 1979) – bośniacka tenisistka.
Tenisistka zadebiutowała w roku 1996 w niewielkim turnieju ITF w Skopje, gdzie wygrała kwalifikacje i zagrała w pierwszej rundzie turnieju głównego. Następnie, w latach 1997-2003, grała w podobnych turniejach ale bez większych sukcesów. Jedyne znaczące osiągnięcia z tego okresu to dwa finały, w 1999 roku w Kairze i w 2003 roku w Alphen aan den Rijn. W 2004 roku wygrała swój pierwszy w karierze turniej, w holenderskim Heerhugowaard, pokonując w finale Szwedkę Aleksandrę Srndovic. W sumie wygrała trzynaście turniejów w grze pojedynczej i jedenaście w grze podwójnej rangi ITF.
W 2007 roku wzięła udział w kwalifikacjach do turnieju WTA w Linzu, które wygrała, pokonując takie zawodniczki jak: Vladimíra Uhlířová, Wolha Hawarcowa i Patricia Mayr. W turnieju głównym przegrała jednak z Giselą Dulko już w pierwszej rundzie. W roku następnym zagrała w kwalifikacjach do trzech turniejów wielkoszlemowych, Roland Garros, Wimbledon i US Open. Największy sukces odniosła w Roland Garros, gdzie dotarła do trzeciej rundy kwalifikacji, pokonując po drodze Kumiko Iijimę i Ahshę Rolle a przegrywając w trzeciej rundzie z Ivetą Benešovą. Były to jej najlepsze osiągnięcia w historii występów w rozgrywkach WTA.
Wielokrotnie reprezentowała także swój kraj w rozgrywkach Pucharu Federacji.

## Wygrane turnieje rangi ITF
| turnieje z pulą nagród 100 000 $ |
| turnieje z pulą nagród 75 000 $  |
| turnieje z pulą nagród 50 000 $  |
| turnieje z pulą nagród 25 000 $  |
| turnieje z pulą nagród 15 000 $  |
| turnieje z pulą nagród 10 000 $  |

### Gra pojedyncza
|     | Data       | Turniej            | Kat. | ($)    | Naw.   | Finalistka            | Wynik         |
| 1.  | 04/07/2004 | Heerhugowaard      | ITF  | 10 000 | ziemna | Aleksandra Srndovic   | 6:2, 6:1      |
| 2.  | 03/07/2005 | Padwa              | ITF  | 10 000 | ziemna | Agnese Zucchini       | 6:4, 6:2      |
| 3.  | 02/10/2005 | Benewent           | ITF  | 10 000 | twarda | Anna Korzeniak        | 6:4, 6:1      |
| 4.  | 18/06/2006 | Lenzerheide        | ITF  | 10 000 | ziemna | Stefania Boffa        | 6:4, 6:3      |
| 5.  | 25/06/2006 | Davos              | ITF  | 10 000 | ziemna | Tatjana Malek         | 1:6, 6:4, 6:2 |
| 6.  | 16/07/2006 | Garching           | ITF  | 10 000 | ziemna | Anastasija Sevastova  | 6:7, 6:3, 6:2 |
| 7.  | 30/07/2006 | Horb               | ITF  | 10 000 | ziemna | Lydia Steinbach       | 3:6, 6:1, 6:4 |
| 8.  | 03/09/2006 | Wiedeń             | ITF  | 10 000 | ziemna | Lenka Wienerová       | 6:4, 6:3      |
| 9.  | 14/10/2007 | Reggio di Calabria | ITF  | 25 000 | ziemna | Marta Marrero         | 4:6, 7:5, 6:4 |
| 10. | 28/06/2009 | Davos              | ITF  | 10 000 | ziemna | Anna-Giulia Remondina | 6:1, 6:3      |
| 11. | 23/08/2009 | Wahlstedt          | ITF  | 10 000 | ziemna | Sarah Gronert         | 2:6, 6:1, 6:4 |
| 12. | 04/10/2009 | Ciampino           | ITF  | 10 000 | ziemna | Federica Quercia      | 6:4, 6:2      |
| 13. | 28/08/2011 | Enschede           | ITF  | 10 000 | ziemna | Lesley Kerkhove       | 2:6, 6:4, 6:4 |